# 欧洲共同体
欧洲共同体（英語：European Community；單數）是歐洲聯盟官方已不再使用的組織名稱，使用於1993年至2009年。
1993年11月1日生效的《馬斯垂克條約》，亦即成立歐盟的條約，將欧洲经济共同体改名為欧洲共同体，並將包含著歐洲共同體的欧洲各共同体（英語：European Communities；複數）作為「歐盟三支柱之第一支柱」。
2009年12月生效的《里斯本條約》廢止了欧洲共同体（原欧洲经济共同体），其地位和職權由歐盟承接。《里斯本條約》也取消了「歐盟三支柱」體系，將原本各支柱的事務以及歐盟因《里斯本條約》取得的新事務權限更加緊密整合成10個主要任務領域。

## 政策領域
共同體支柱撤銷時涵蓋了以下範圍：
| - 邊境管制 - 歐盟公民權 - 共同農業政策 - 共同漁業政策 - 競爭 - 消費者保護 - 關稅同盟與單一市場 | - 經濟和貨幣聯盟 - 教育與文化 - 環境法 - 就業 - 醫療保健 - 跨歐洲網絡 | - 貿易政策 - 研究 - 社會政策 - 庇護政策 - 《申根條約》 - 移民政策 |

## 歷史
歐洲聯盟的建立源於《馬斯特里赫特條約》。該條約1992年2月7日訂立，1993年11月1日生效，以《單一歐州法案》（Single European Act）及《歐洲聯盟神聖宣言》（Solemn Declaration on European Union）為基礎。歐盟取代歐洲各大共同體後，撤銷了歐盟三支柱之一的歐洲經濟共同體，並把它易名為「歐洲共同體」。歐盟成立後，雅克·德洛爾從原歐洲經濟共同體短暫過渡為首任歐洲委員會主席，其後雅克·桑特於1994年繼任。只有歐洲各大共同體、歐洲經濟共同體、歐洲煤鋼共同體及歐洲原子能共同體擁有法人資格。
歐盟三支柱中，只有第一支柱──歐洲共同體奉行超國家主義的原則，跨國運作。歐盟的支柱體系造就歐洲加強領域合作，毋須依靠各國領袖賦予超國家機構大量權力。支柱體系把歐盟劃分如下：歐洲經濟共同體原有的權限納入共同體支柱，司法與內政（Justice and Home Affairs，簡稱JHA）引入為新支柱，而歐洲政治合作成為第二支柱（共同外交與安全政策）。
歐洲經濟共同體的機構轉為歐盟的機構，但支柱間的機構各有不同職能。委員會、議會及法院主要從第二、三支柱分拆出來，而議會專責會議事務。這可見於機構的名稱，理事會正式為「歐洲聯盟理事會」，而議會正式為「歐洲共同體委員會」。因此，這些新領域建基於政府間一致的協議，而非多數表決制（政府間主義），以及奉行超國家民主制度的獨立機構。
然而，《馬斯特里赫特條約》訂立以後，議會獲得更大職能。條約引入了共同決議程序（codecision procedure），賦予議會在共同體事務上和理事會同等的立法權。超國家機構擁有更大權力，而理事會以有效多數表決制（Qualified Majority Voting）運作，共同體支柱因此形同聯邦制那樣的決策方式。
《阿姆斯特丹條約》將原由司法與內政支柱負責的個人自由流動（如簽證、非法移民、庇護）事務，轉移至歐洲共同體（司法與內政因而更名為刑事方面的警察和司法合作；Police and Judicial Co-operation in Criminal Matters，簡稱PJCC）。另外，《阿姆斯特丹條約》及《尼斯條約》把共同決議程序擴展至幾乎所有政策領域，比如議會在共同體內享有和理事會同等的權力。
創設歐洲煤鋼共同體（歐洲各大共同體的三大共同體之一）的《巴黎條約》，生效期限為50年，及至2002年失效（由於是首個條約，絕無僅有地訂立了期限），但各方沒設法延長其授權。反觀《尼斯條約》，某些內容則過渡到《羅馬條約》，其作用得以延續到共同體的職權範圍內，成為歐洲經濟共同體的一部分。
《里斯本條約》生效後，支柱體系不復存在，歐洲共同體支柱的法人地位轉移至新籌組的歐盟。《歐洲憲法》曾提及有關建議，但在2005年不獲承認。
| 圖例： 事實上繼承 框架： 事實上的內部框架 外部框架 | 圖例： 事實上繼承 框架： 事實上的內部框架 外部框架 | 圖例： 事實上繼承 框架： 事實上的內部框架 外部框架 |                               |                          |                                |                                |                         |                                                |                                                |                                                |                                                |                                                | 歐洲聯盟（歐盟）                               | 歐洲聯盟（歐盟） | 歐洲聯盟（歐盟） | 歐洲聯盟（歐盟） |            |            |
| 圖例： 事實上繼承 框架： 事實上的內部框架 外部框架 | 圖例： 事實上繼承 框架： 事實上的內部框架 外部框架 | 圖例： 事實上繼承 框架： 事實上的內部框架 外部框架 | 歐洲各共同體                  | 歐洲各共同體             | 歐洲各共同體                   | 歐洲各共同體                   | 歐洲各共同體            | （歐盟三支柱）                                 | （歐盟三支柱）                                 | （歐盟三支柱）                                 |                                                |                                                |                                                |                  |                  |                  |            |            |
| 圖例： 事實上繼承 框架： 事實上的內部框架 外部框架 | 圖例： 事實上繼承 框架： 事實上的內部框架 外部框架 | 圖例： 事實上繼承 框架： 事實上的內部框架 外部框架 |                               |                          | 歐洲原子能共同體               | 歐洲原子能共同體               | 歐洲原子能共同體        | 歐洲原子能共同體                               | 歐洲原子能共同體                               |                                                |                                                |                                                | 現今                                           |                  |                  |                  |            |            |
| 圖例： 事實上繼承 框架： 事實上的內部框架 外部框架 | 圖例： 事實上繼承 框架： 事實上的內部框架 外部框架 | 圖例： 事實上繼承 框架： 事實上的內部框架 外部框架 |                               | 歐洲煤鋼共同體           |                                |                                |                         |                                                |                                                |                                                |                                                |                                                |                                                |                  |                  |                  |            |            |
| 圖例： 事實上繼承 框架： 事實上的內部框架 外部框架 | 圖例： 事實上繼承 框架： 事實上的內部框架 外部框架 | 圖例： 事實上繼承 框架： 事實上的內部框架 外部框架 |                               | 歐洲經濟共同體           |                                |                                |                         |                                                |                                                |                                                |                                                |                                                |                                                |                  |                  |                  |            |            |
| 圖例： 事實上繼承 框架： 事實上的內部框架 外部框架 | 圖例： 事實上繼承 框架： 事實上的內部框架 外部框架 | 圖例： 事實上繼承 框架： 事實上的內部框架 外部框架 |                               |                          |                                |                                |                         |                                                | 申根區                                         | 申根區                                         | 歐洲共同體                                     | 歐洲共同體                                     |                                                |                  |                  |                  |            |            |
| 圖例： 事實上繼承 框架： 事實上的內部框架 外部框架 | 圖例： 事實上繼承 框架： 事實上的內部框架 外部框架 | 圖例： 事實上繼承 框架： 事實上的內部框架 外部框架 | TREVI                         | TREVI                    | TREVI                          | 司法與內政合作                 |                         |                                                |                                                |                                                |                                                |                                                |                                                |                  |                  |                  |            |            |
| 圖例： 事實上繼承 框架： 事實上的內部框架 外部框架 | 圖例： 事實上繼承 框架： 事實上的內部框架 外部框架 | 圖例： 事實上繼承 框架： 事實上的內部框架 外部框架 | TREVI                         | TREVI                    | TREVI                          | 司法與內政合作                 |                         | / 北大西洋公約組織                             | / 北大西洋公約組織                             | 現今                                           | 刑事領域警務與司法合作                         | 刑事領域警務與司法合作                         |                                                |                  |                  |                  |            |            |
| 英法協約                                           | 英法協約                                           | [西方聯盟到北約]                                   | [西方聯盟到北約]              | 歐洲政治合作             | 歐洲政治合作                   | 歐洲政治合作                   | 歐洲政治合作            | / 北大西洋公約組織                             | / 北大西洋公約組織                             | 現今                                           |                                                | 共同外交與安全政策                             | 共同外交與安全政策                             |                  |                  |                  |            |            |
| 英法協約                                           | 英法協約                                           | 西方聯盟                                           | 西方聯盟                      | 西方聯盟                 | / 西歐聯盟                     | / 西歐聯盟                     | / 西歐聯盟              | [1984年羅馬宣言重新激活了西歐聯盟並轉交至歐盟] | [1984年羅馬宣言重新激活了西歐聯盟並轉交至歐盟] | [1984年羅馬宣言重新激活了西歐聯盟並轉交至歐盟] | [1984年羅馬宣言重新激活了西歐聯盟並轉交至歐盟] | [1984年羅馬宣言重新激活了西歐聯盟並轉交至歐盟] | [1984年羅馬宣言重新激活了西歐聯盟並轉交至歐盟] |                  |                  |                  |            |            |
| 英法協約                                           | 英法協約                                           | 西方聯盟                                           | 西方聯盟                      | 西方聯盟                 | / 西歐聯盟                     | / 西歐聯盟                     | / 西歐聯盟              |                                                |                                                |                                                |                                                |                                                |                                                |                  |                  |                  |            |            |
| 英法協約                                           | 英法協約                                           | 西方聯盟                                           | 西方聯盟                      | 西方聯盟                 | [社會、文化移交歐洲理事會負責] | [社會、文化移交歐洲理事會負責] | 現今                    |                                                |                                                |                                                |                                                |                                                |                                                |                  |                  | 论 编            | 论 编      |            |
|                                                    |                                                    |                                                    | 歐洲理事會                    |                          |                                |                                | 現今                    |                                                |                                                |                                                |                                                |                                                |                                                |                  |                  | 论 编            | 论 编      |            |
| 英法協約                                           | 敦克爾克條約                                       | 布魯塞爾條約                                       | 歐洲委員會法規 與北大西洋公約 | 巴黎條約與歐洲防務共同體 | 倫敦–巴黎會議                  | 羅馬條約                       | 西歐聯盟-歐洲理事會協議 | 合併條約                                       | 達維尼翁報告                                   | 歐盟高峰會成立                                 | 單一歐洲法案                                   | 申根公約                                       | 馬斯垂克條約                                   | 阿姆斯特丹條約   | 尼斯條約         | 里斯本条约       | 里斯本条约 | 里斯本条约 |

## 延伸閱讀
- Jean Monnet, Prospect for a New Europe (1959)
- Béla Balassa, The Theory of Economic Integration (1962)
- Walter Hallstein, A New Path to Peaceful Union (1962)
- Paul-Henri Spaak, The Continuing Battle: Memories of a European (1971)